# John Grisham
John Ray Grisham (Jonesboro, Arkansas; 8 de febrero de 1955) es un escritor estadounidense conocido por sus relatos de ambiente judicial de suspense, de cuyas obras se han vendido más de 250 millones de ejemplares en todo el mundo. En el pasado se dedicó a la abogacía y a la política, en las filas demócratas.

## Biografía y carrera

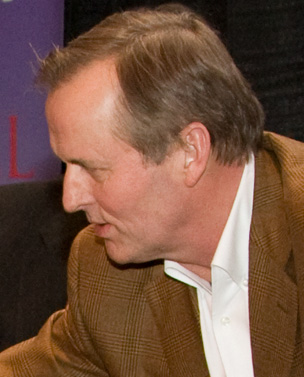
John Grisham (2008)

El segundo de cinco hermanos, Grisham nació en Jonesboro (Arkansas), en una modesta familia bautista. Su padre trabajaba como empleado de construcciones y cultivaba algodón. Después de varias mudanzas, la familia se estableció, en 1967, en la pequeña ciudad de Southaven en Misisipi. Influido por su madre, el joven Grisham era un ávido lector, especialmente seguidor del trabajo de John Steinbeck, cuya escritura clara admiraba. En 1977, Grisham obtuvo un bachillerato en contabilidad en la Universidad de Misisipi. Mientras estudiaba allí, el autor llevaba un diario, una práctica que más tarde lo ayudaría en su trabajo creativo. Tras obtener su título de Juris doctor (J. D.) en la Escuela de Derecho de la Universidad de Misisipi en 1981, se dedicó al Derecho alrededor de una década en Southaven, donde después del Derecho penal cambió al Derecho civil.
En 1983, fue elegido para la Cámara de Representantes de Misisipi (cámara alta de la Legislatura de Misisipi), por el Partido Demócrata, donde sirvió hasta 1990.
En 1984 en la corte judicial de Hernando (Misisipi), Grisham presenció el terrible testimonio de una víctima de una violación de solo 12 años de edad. En su tiempo libre y como afición, Grisham empezó a trabajar en su primera novela, en la que exploraba qué hubiese sucedido si el padre de la víctima hubiese asesinado a sus agresores. Ocupó tres años en la escritura de Tiempo de matar que terminó en 1987. Después de ser rechazado por varias editoriales, fue aceptado por Wynwood Press, que realizó una modesta impresión de 5000 ejemplares y lo publicó en junio de 1988.
Al día siguiente de terminar Tiempo de matar, empezó a trabajar en otra novela, la historia de un joven abogado atraído a un aparentemente perfecto bufete que no era lo que parecía. Esa segunda novela, La Firma, se convirtió en el libro más vendido de 1991. Grisham continuó produciendo al menos un libro por año, muchos de los cuales fueron superventas. A partir de La granja de 2001, el autor cambió su enfoque del Derecho a temáticas más generales del campo sureño.
Publishers Weekly declaró a Grisham "el novelista más vendido de los años 1990." Es también el novelista estadounidense más vendido de la historia. Durante los años 1990 vendió un total de 60.742.288 copias. Es también uno de los dos únicos autores en vender dos millones de copias de una primera edición. Su novela El informe Pelícano, de 1992, vendió 11.232.480 solo en los Estados Unidos, que la convirtió en la novela más vendida de la década y en la única en vender más de diez millones de ejemplares.
En 1996 Grisham retornó brevemente a la práctica del Derecho cuando representó con éxito a la familia de un hombre muerto en un accidente de tren. Actualmente es miembro de "The Innocence Proyect", una organización estadounidense que se dedica a revisar los casos de personas condenadas injustamente para intentar lograr su liberación, así como a propugnar modificaciones en las leyes que eviten esos errores judiciales.
En 2013 las autoridades militares de Guantánamo prohibieron que se entregaran libros de este autor  (en los que se repasan muchos de los principios básicos del derecho estadounidense) a los presos retenidos en esta instalación militar, por ser "problemáticos".
La biblioteca de la Universidad Estatal de Misisipi, División de Manuscritos, mantiene el "John Grisham Papers", un archivo que contiene material generado durante el ejercicio del autor en la Cámara de Representantes de Misisipi relativo a sus obras.
La pasión de Grisham por el béisbol es manifiesta en su novela La granja y en su apoyo a las actividades de las Ligas Menores tanto en Oxford, Misisipi como en Charlottesville, Virginia. También ha realizado misiones de servicio para su iglesia en Brasil. Grisham se describe a sí mismo como un "bautista moderado". Vive con su esposa Renee Jones y sus dos hijos, Ty y Shea. La familia reparte su tiempo entre su casa victoriana en una granja en las afueras de Oxford, Misisipi y una plantación cercana a Charlottesville.

### Novelas
Serie Jake Brigance:
1. Tiempo de matar (A Time to Kill, 1989)
2. La herencia (Sycamore Row, 2013)
3. Tiempo de Perdón (A Time For Mercy, 2020)
4. Los adversarios (Sparring Partners, 2022), novela corta

Serie Un abogado rebelde (Rogue Lawyer):
0.5. "Partners" (2016), cuento
1. Un abogado rebelde (Rogue Lawyer, 2015)
2. El Intercambio (The Exchange, 2023)[7]

Serie El soborno (The Whistler):
0.5. "El último testigo" ("Witness to a Trial", 2016), cuento
1. El soborno (The Whistler, 2016)
2. La lista del juez (The Judge's List (2021)

Serie Isla Camino (Camino Island):
1. El caso Fitzgerald (Camino Island, 2017)†
2. El manuscrito (Camino Winds, 2020)†
3. La isla maldita (Camino Ghosts, 2024)

El sueño de Sooley (Plaza & Janes,2022)
Independientes:
- La tapadera, o La firma (The Firm, 1991)
- El informe Pelícano (The Pelican Brief, 1992)
- El cliente (The Client, 1993)
- Cámara de gas (The Chamber, 1994)
- Legítima defensa (The Rainmaker, 1995)
- El jurado (The Runaway Jury, 1996)
- El socio (The Partner, 1997)
- Causa justa (The Street Lawyer, 1998)
- El testamento (The Testament, 1999)
- La hermandad (The Brethren, 2000)
- La granja (A Painted House, 2001)†
- Una Navidad diferente (Skipping Christmas, 2001)†
- La citación (The Summons, 2002)
- El rey de los pleitos (The King of Torts, 2003)
- El último partido (Bleachers, 2003)†
- El último jurado (The Last Juror, 2004)
- El intermediario (The Broker, 2005)
- El profesional (Playing for Pizza, 2007)†
- La apelación (The Appeal, 2008)
- La trampa (The Associate, 2009)
- La confesión (The Confession, 2010)
- Los litigantes (The Litigators, 2011)
- Calico Joe (2012)†, no publicada en español
- El estafador (The Racketeer, 2012)
- El secreto de Gray Mountain (Gray Mountain, 2014)
- La gran estafa (The Rooster Bar, 2017)
- Ajuste de cuentas (The Reckoning, 2018)
- Los Guardianes (The Guardians, 2019)
- El sueño de Sooley (Sooley, 2021)†
- Los chicos de Biloxi (The Boys from Biloxi, 2022)

### Novelas juveniles
Serie Theodore Boone:
1. Theodore Boone: Joven abogado (Theodore Boone: Kid Lawyer, 2010)
2. Theodore Boone: El secuestro (Theodore Boone: The Abduction, 2011)
3. Theodore Boone: El acusado (Theodore Boone: The Accused, 2012)
4. Theodore Boone: El activista (Theodore Boone: The Activist, 2013)
5. Theodore Boone: El fugitivo (Theodore Boone: The Fugitive, 2015)
6. Theodore Boone: El escándalo (Theodore Boone: The Scandal, 2016)
7. Theodore Boone: El cómplice (Theodore Boone: The Accomplice, 2019)

### Cuentos
Colecciones:
- Siete vidas (Ford County, 2009)†, colección de 7 cuentos:
"Blood Drive", "Fetching Raymond", "Fish Files", "Casino", "Michael's Room", "Quiet Haven", "Funny Boy"

No publicados en colecciones:
- "The Tumor" (2016)†
- "Partners" (2016), serie Un abogado rebelde #0.5
- "El último testigo" ("Witness to a Trial", 2016), serie El soborno #0.5

### No ficción
- The Wavedancer Benefit: A tribute to Frank Muller (2002), con Pat Conroy, Stephen King y Peter Straub. No publicado en español.
- El inocente o El proyecto Williamson (The Innocent Man: Murder and Injustice in a Small Town, 2006). La historia de Ronald Williamson.
- Don't Quit Your Day Job: Acclaimed Authors and the Day Jobs they Quit (2010), con varios autores. No publicado en español.
- Inocentes. Increíbles casos de true crime y condenas injustas (Framed: Astonishing True Stories of Wrongful Convictions, 2024), con Jim McCloskey.

## Argumento de sus obras
- Una Navidad diferente: El matrimonio de Luther y Nora Krank tiene planeado, por primera vez en su vida, no celebrar la Navidad, es decir, no preparar fiestas, ni comidas ni darse regalos, pero nada saldrá como han previsto. La película "Christmas With the Kranks" estuvo inspirada en este libro.
- El último partido: Tras quince años de ausencia lejos de su pueblo natal, Neely Crenshaw, el mejor mariscal de campo jamás que haya jugado con los Spartans de Messina, el equipo de su instituto, regresa para acompañar en su batalla contra una enfermedad terminal a su antiguo entrenador, Eddie Rake, el hombre que convirtió a este pequeño equipo en una leyenda imbatible del fútbol americano. Neely y sus compañeros recuerdan los viejos partidos, reviven glorias pasadas, e intentan decidir de una vez por todas qué opinión les merece su entrenador, si le quieren o le odian, pues aunque les aportó gloria y triunfos también les llevó al límite tanto en lo físico como en lo personal. Neely Crenshaw, a su vez, lucha por reconciliarse con su entrenador, con sus sueños de una carrera fulgurante en la NFL y con las decisiones que tomó de joven.
- El profesional: Narra la historia de Rick Dockery, un jugador de fútbol americano que, tras fracasar con su último equipo, los Cleveland Browns, junto con un problema legal debido a un pleito de paternidad, y cansado de buscar oportunidades en la liga de fútbol americano, decide marcharse a Italia para jugar en un equipo semi-profesional, las Panteras de Parma. Esta historia implica el viaje de un hombre a un país del que no conoce nada, y con un pasado egoísta, a encontrarse con sus verdaderos deseos y a volver a sentir la pasión hacia el deporte que ama.

Para otros libros, consultar su artículo correspondiente.

## Adaptaciones

### Películas
- La tapadera (The Firm, 1993, dirigida por Sydney Pollack)
- El informe Pelícano (The Pelican Brief, 1993, dirigida por Alan J. Pakula)
- El cliente (The Client, 1994, dirigida por Joel Schumacher)
- Tiempo de matar (A Time to Kill, 1996, dirigida por Joel Schumacher)
- Cámara sellada (The Chamber, 1996, dirigida por James Foley)
- Legítima defensa (The Rainmaker, 1997, dirigida por Francis Ford Coppola)
- Conflicto de intereses (The Gingerbread Man, 1998, dirigida por Robert Altman). Basada en un relato corto.
- La granja (A Painted House, 2003, dirigida por Alfonso Aráu). Adaptación para televisión.
- El jurado (Runaway Jury, 2003, dirigida por Gary Fleder)
- Una Navidad de locos (Christmas with the Kranks, 2004, dirigida por Joe Roth). Adaptación de la obra Una Navidad diferente (Skipping Christmas).

### Series de televisión
- El cliente (The Client, 1995-1996)
- The Firm (The Firm, 2011, creadores: John Grisham y Lukas Reiter)
- El proyecto Williamson (2018)